# Palpita pajnii
Palpita pajnii là một loài bướm đêm trong họ Crambidae.